# Ius
El término Ius es la palabra en latín que hace referencia al Derecho objetivo, es decir la norma (lex-ius-regula) y en sentido subjetivo la "facultas", entendida como el poder jurídico que concretamente pertenece a un sujeto de derecho en cierto momento; solamente que la concepción clásica de la "facultas" va inesperadamente unida a la idea de actio; esto es, como poder de acudir a los tribunales en demanda de justicia, de tal manera que no hay verdadera "facultas" sin su actio respectiva, de aquí que el derecho clásico se presenta más como un sistema de acciones que de derechos subjetivos. Esta situación cambia cuando se concibe la idea general de una sola acción separada de los derechos subjetivos.
Es llamado así por derivar de justicia, ya que:

El Derecho es la técnica de lo bueno y lo justo. En razón de lo cual se puede llamar a los juristas, junto con los médicos, sacerdotes; en efecto, rinden  teórico culto a la justicia y profesan el saber de lo bueno y de lo justo, separando lo justo de lo injusto, discerniendo lo lícito de lo ilícito, anhelando hacer buenos a los hombres, no sólo por el temor de los castigos, sino también por el estímulo de los premios, dedicados, si no yerro, a una verdadera y no simulada filosofía.
Ulpiano, Digesto 1, 1, 1, pr.- 1

En estas palabras, con las que se inicia el Digesto, encontramos la definición de ius de Juvencio Celso, como arte o técnica de lo bueno y lo justo. El texto de Ulpiano nos sitúa en los fundamentos morales y religiosos de lo jurídico. Ius significa "lo justo" según las concepciones sociales y las decisiones de los expertos de justicia.
La expresión de Derecho, como los términos de las lenguas románicas, procede de directum, palabra utilizada en el lenguaje vulgar del bajo imperio.
En la Antigua Roma, el término ius tuvo diversos significados a lo largo de su historia:
- Ius = Derecho objetivo. Conjunto de normas que constituyen un ordenamiento jurídico (Derecho positivo).
- Ius = Derecho subjetivo. Derecho o acción jurisdiccional de una persona a exigirle a otra que de, haga o deje de hacer algo (Derecho personal). En Roma no se hablaba de "tener" derechos, sino de acciones para exigirlos. Por ejemplo, la acción reinvindicatoria: si un ciudadano romano tenía un caballo y se lo quitaban, él no era "dueño" del caballo, sino que podía ir a un juicio para exigir su derecho.
- Ius = Estatus. Condición de situación jurídica, es decir, una facultad.
- Ius = Arte de lo bueno y lo equitativo. Definición de Publio Juvencio Celso: Ius est ars boni et aequi.
- Ius = Rito. Expresión ritual.
- Ius = Encuadre jurídico de una situación. Facultad de "decir el derecho" (iurisdictio), es decir, darle forma jurídica a un caso concreto (función del pretor).
- Ius/Iuris = Etapa procesal en un juicio. Las dos etapas fueron la fase in iure y la apud iudicem.

En el siglo IV o V (primeros siglos de la Edad Media), se empezó a usar el término "directum", el cual reemplazó al ius.

## Análisis del ius.
"La palabra Ius se emplea en varias acepciones: una, cuando se llama Ius a lo que siempre es justo y bueno, como es el derecho natural; otra acepción, lo que en cada ciudad es útil para todos o para muchos, como es el derecho civil; y no con menos razón se llama Ius, en nuestra ciudad, al derecho honorario. Se dice también que el Pretor aplica el Ius incluso cuando decide injustamente, refiriéndose, claro está, no a lo que el Pretor hizo, sino a lo que el Pretor debería hacer. Se llama Ius, en otro sentido, al lugar en el que el Pretor aplica el Ius, dándose la denominación de lo que se hace al lugar de esta manera: el lugar donde el Pretor, conforme a la majestad de su imperio y a la costumbre de los antepasados, determina declarar el Ius se llama, con razón, Ius." Paulo.

Ius es el equivalente latino de nuestro vocablo "derecho". En un primer lugar ius significa el conjunto de normas que constituyen un ordenamiento jurídico (derecho objetivo).
El derecho y la religión en la Roma antigua se desarrollan de modo contemporáneo y paralelo. Hay un carácter religioso en la organización romana. El monarca, más que un jefe político es autoridad religiosa.
El logro de la finalidad jurídica irá unido a la realización de las solemnidades prescriptas, indicadas por los pontífices, del mismo modo que la ceremonia sagrada se encamina a lograr el favor de los dioses.
Ius para algunos sería lo que liga, ata y vincula a las personas entre sí; de esta posición deriva la que resalta la idea de lo que está unido por estar circunscrito, por tener forma circular, es decir, lo establecido por un tribunal o asamblea y que, como consecuencia, une, vincula. Otra opinión afirma que ius provendría de iouis, de donde la fuente que emana el ius es la divinidad.
Ius se muestra como la pretensión que alguien puede tener respecto de algo o de alguien con relación a los demás.
Lo jurídico siempre importa una relación con el otro, de tal forma que quien posee el ius está en la situación óptima, que siempre lo es respecto a la situación de otro u otros. También el ius se muestra como el restablecimiento, a partir de su vulneración, del derecho que me corresponde a través de la tarea del órgano adecuado.
Ius es entonces el estado óptimo que se alcanza con relación a otro y al que se llega por el cumplimiento de los ritos necesarios.
En una primera etapa el cumplir con los ritos determinaba la licitud del acto y definía al IUS. Autores latinos usan a menudo ritus y mos, es decir rito y costumbre. Aparece de este modo la relación entre el rito y las mores maiorum, fuente del derecho de la época arcaica. Además ius designa a la solemnidad misma, que indica la situación iusta en las relaciones entre particulares.
También se utilizaba la expresión ex iure quiritium, que debe interpretarse como la plenitud de una determinada situación jurídica atribuida por el Ius, a la que se llegaba utilizando el rito apropiado y eficaz a la misma. Otra acepción nos lleva a la designación del lugar donde se administra justicia: así la in ius vocatio (convocatoria ante la justicia) ya aparece en el texto decenviral.
Ante la controversia traída por las partes, el Pretor deberá señalar cuál resulta la conforme al IUS (iusta) y cuál la contraria (iniusta).
Será a partir del ius que el magistrado extraerá la regla (regula) sobre la base de la cual dirimiría el litigio (litis).

### El uso del IUS en Derecho Romano.
1.	Definición del IUS por Celso.
El derecho, “ius”, etimológicamente considerado, viene del latín “directum”. “Ius” es empleado por los romanos para designar tanto el derecho objetivo – “ius civile, ius gentium” – como el subjetivo – “ius utendi, ius fruendi” -. En su sentido objetivo, es definido por Celso como “ars boni et aequi” – el derecho es el arte de lo bueno y de lo equitativo.
2.	El uso del IUS.
El ius es usado por las personas quienes profesan el saber de lo bueno y de lo justo, y separan lo justo de lo injusto, y anhelan hacer buenos a los hombres, no solo por el temor de los castigos, sino también por el estímulo de los premios.
Se podría decir en este punto que no se debe entrar en conciencia de los hombres solo por hacerles saber que si actúan en forma errónea pagaran sus actos con castigos, si no hacerles saber que el actuar de forma correcta los llevara simplemente a la satisfacción personal y al éxito.
En el texto de Domicio Ulpiano , un Jurista Romano de origen fenicio, nos dice con fundamentos morales y religiosos de lo jurídico, definió la justicia como la continua y perpetua voluntad de dar a cada quien lo que merece.
En su forma de pensar recíproca de Domicio en darle a cada individuo lo que “merece” es el resultado de cada persona debido a su manera de actuar.
Según las concepciones sociales y las decisiones de los expertos de justicia “Ius” significa “lo justo".
Hablemos del “Ius” como Derecho subjetivo: es el Derecho o acción jurisdiccional de una persona a exigirle a otra que de, haga o deje de hacer algo digamos esto como un Derecho personal.
La palabra Ius se emplea en varias acepciones: 
1.- una, cuando se llama Ius a lo que siempre es justo y bueno, como es el “Derecho Natural” lo que todos las personas creemos que es lo correcto.
2.- lo que en cada ciudad es útil para todos o para muchos, como es el “Derecho Civil”, podemos mencionar en este precepto el derecho a votar o a la vivienda.
3.- Se llama Ius, en otro sentido, al lugar en el que el Pretor aplica el Ius, dándose la denominación de lo que se hace al lugar de esta manera: el lugar donde el Pretor, conforme a la majestad de su imperio y a la costumbre de los antepasados, determina declarar el Ius se llama, con razón, Ius." 
3.	Ius praecepta.
Llegan a roma dos corrientes filosóficas helenas opuestas: el estoicismo (ética sublime) y el epicureísmo (proclama que el sumo bien consiste en la voluptuosidad, el sumo mal en el dolor). El estoicismo suaviza en parte las crudezas de la vida romana al enseñar que hay que conformar la vida con la naturaleza y la razón, procurando despegarse de todos los afectos y despreciar todas las cosas terrenas que no sean la misma virtud, requisito para ser verdadero sabio. Los principios de esta corriente filosófica fueron los que informaron el texto de Ulpiano donde dice que los preceptos del derecho son estos: 
-	Vivir honestamente
-	No dañar a otro
-	Dar a cada uno lo suyo.
4.	Ius publicum y ius privatum.
Justiniano en sus Instituciones divide el estudio del derecho en público y privado. Derecho público es aquel que trata del gobierno de los romanos. Ulpiano resume su objeto en estos tres términos: 
a)	Sacra, esto es, lo concerniente al culto de los dioses, a sus diversos ritos y sacrificios.
b)	Sacerdotes, es decir, su organización, funciones y prerrogativas.
c)	Magistratus, su número, naturaleza y atribuciones. Entra también la competencia y la organización de las asambleas populares y del senado.
Derecho privado es el que se refiere a la utilidad de los particulares, esto es, el que reglamenta sus diferentes relaciones y actividades.
''''5.	Ius naturale, Ius Gentium, Ius civile.''''
Ius naturale. Según Justiniano es aquel que la naturaleza imbuye a todos los animales. Según Cicerón es un conjunto de principios que emanan de la voluntad divina y que el hombre, por el solo hecho de serlo, está dotado de ellos. Por medio de este derecho sabemos lo que hay qué hacer y qué es lo que hay que evitar. Se manifiesta por juicios breves y prácticos: haz el bien, evita el mal.
Ius Gentium, Ius civile. En toda legislación hay leyes que los tribunales no deben aplicar sino a los ciudadanos del mismo, civil; por el contrario, hay otras que esos mismos tribunales deben aplicar a las relaciones de los extranjeros entre sí, o entre éstos y los ciudadanos, estas leyes forman el ius Gentium. El derecho de gentes es común a todos los hombres, no así el derecho civil que es privativo de los ciudadanos. El primero procede de la naturaleza racional de los hombres y de las relaciones comunes que entre sí tienen; el segundo dimana de la voluntad del pueblo que lo ha establecido especialmente para sí, de tal modo que cuando un extranjero hacía testamento en Roma utilizando las formas romanas, los tribunales romanos no permitían que se ejecutara; por el contrario, cuando se asociaban un romano y un peregrino, las leyes romanas garantizaban el cumplimiento del contrato.
El derecho privado consta de tres partes: de los preceptos del derecho natural, del derecho de gentes, del derecho civil.
6.	Ius honorarium.
En el año 367 aC, fue creada la magistratura de la pretura, su titular, el pretor, era el encargado de administer justicia a sus conciudadanos. Posteriormente hubo un pretor peregrino y otras magistraturas, tales como la de los ediles, curules. Estos magistrados fueron los autores del derecho honorario. 
El derecho pretorio fue adquiriendo importancia, formando un cuerpo de disposiciones propias frente a las establecidas por el derecho civil, lo que se conoce como el dualismo del Derecho Romano, dualismo que perdura hasta que Justiniano funde ambos derechos, para formar uno solo.
7.	Ius scriptum y ius non scriptum.
Considerando el punto de vista de su formación, los romanos dividieron el derecho en escrito y no escrito. El derecho escrito es el formulado y promulgado por una autoridad constituida, el derecho no escrito es el no promulgado, aquel que el uso ha formado poco a poco y que en un momento dado se encuentra aceptado por todos, sin que sea posible determinar la época precisa de su introducción. Las normas establecidas por la costumbre, aunque hayan sido escritas más tarde, conservan su nombre de derecho no escrito. A la inversa, el derecho promulgado regularmente se llama derecho escrito aun cuando no esté escrito ni grabado sobre madera.